# Hieracium calvum
Hieracium calvum es una especie de planta con flor del género Hieracium, de la familia Asteraceae, orden Asterales.

## Distribución
Hieracium calvum se distribuye por Escocia.

## Taxonomía
Fue descrita científicamente por P. D. Sell & D. J. Tennant. Fue publicada en Watsonia 20: 352 (1995).